# Lê Dư

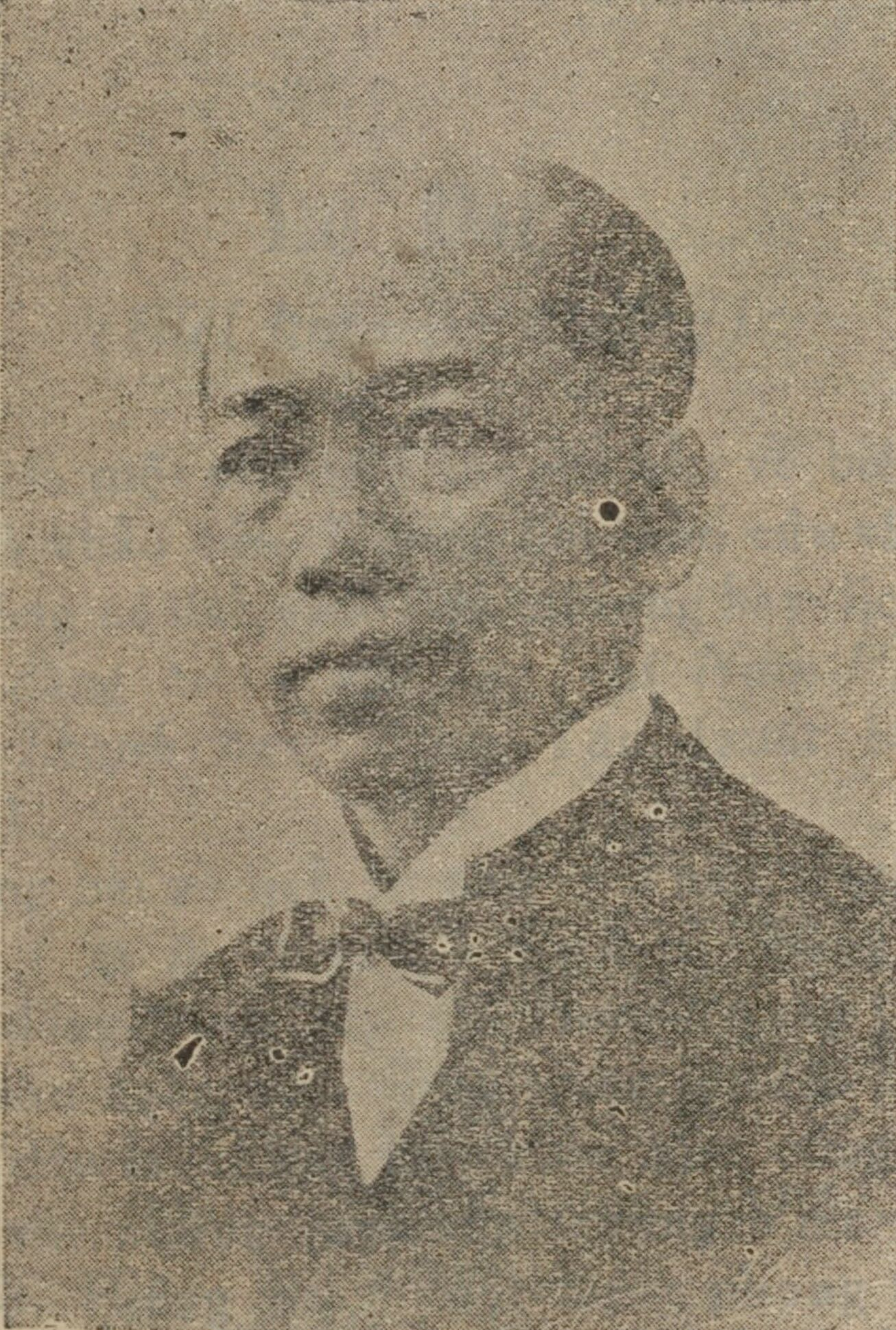
Lê Dư

Lê Dư (1884- 1967), tên thật là Lê Đăng Dư, hiệu Sở Cuồng; là nhà nghiên cứu lịch sử và văn học Việt Nam.

## Tiểu sử
Lê Dư là người ở xã Nông Sơn, huyện Điện Bàn, tỉnh Quảng Nam.
Thuở nhỏ, ông học ở quê nhà. Khoảng năm 1900, ông cùng với Nguyễn Bá Trác, Phan Khôi ra Hà Nội học tiếng Pháp, rồi tham gia công tác tại trường Đông Kinh nghĩa thục và phong trào Đông Du,
Tháng 9 năm 1908, Nhật Bản thi hành hiệp ước Pháp - Nhật, nên đã ra lệnh trục xuất các nhà cách mạng và du học sinh người Việt, trong số đó có Lê Dư.
Rời Nhật Bản, Lê Dư sang Trung Quốc tiếp tục hoạt động cách mạng, nhưng về sau ông bỏ cuộc, ngả hẳn theo thuyết Pháp Việt Đề huề để hợp tác với thực dân Pháp.
Trong thời gian ở nước ngoài, Lê Dư có đến Triều Tiên. Ở đây, ông là người đầu tiên phát hiện ra dòng họ Lý, hậu duệ của Hoàng tử Lý Long Tường, con thứ của vua Lý Anh Tông .
Năm 1925, Lê Dư về nước, vào làm việc ở phòng Chính trị thuộc Phủ Toàn quyền Bắc Kỳ, rồi làm việc ở Trường Viễn Đông Bác cổ Hà Nội.
Vừa làm việc, ông vừa biên soạn sách và cộng tác với các báo: Nam Phong tạp chí, Hữu Thanh, Đông Thanh, Đông Tây,...
Lê Dư mất ngày 31 tháng 8 năm 1967.

## Tác phẩm
Các tác phẩm của Lê Dư, gồm có:
- Thảo Trạch anh hùng (Anh hùng nơi đầm cỏ)
- Lịch sử Bằng Quận Công, tức lịch sử Nguyễn Hữu Chỉnh, đăng trong Nam Phong tạp chí số 163, 164 (1931) và số 170 (1932)
- Tây Sơn ngoại sử: Ngoại sử về Tây Sơn, đăng trong tạp chí Đông Thanh
- Chữ Nôm với chữ quốc ngữ
- Quốc âm thi văn tùng thoại: Tập luận bàn về thơ văn quốc âm, khởi đăng trong Nam Phong tạp chí từ số 172, năm (1932)

Sau khi tự lập ra tủ sách Sở Cuồng văn khố quốc học tùng san, ông tiếp tục cho xuất bản:
- Nam quốc nữ lưu: Nữ lưu nước Nam, xuất bản 1929
- Nữ lưu văn học sử: Lịch sử văn học của nữ giới, Đông Phương thư xã Hà Nội xuất bản, 1929
- Bạch Vân Am thi văn tập: Tập thi văn Bạch Vân Am, tức tập thơ văn của Nguyễn Bỉnh Khiêm, xuất bản 1930
- Vị Xuyên thi văn tập: Tập thi văn Vị Xuyên, tức tập thơ văn của Trần Tế Xương, xuất bản 1931
- Phổ Chiêu Thiền sư thi văn tập: Tập thi văn của Thiền sư Phổ Chiêu, tức Phạm Thái, xuất bản 1932

Ngoài ra, ông còn có bài Luận về quốc học đăng trong Phụ nữ tân văn (số 94, năm 1931), gây ra cuộc bút chiến gay go giữa ông và anh vợ ông là nhà văn Phan Khôi về ý nghĩa chữ "quốc học".

## Nhận xét
Nhà văn Vũ Ngọc Phan:
Sở Cuồng là một nhà văn học uyên thâm, có nhiều sáng kiến, có óc tìm tòi. Nhưng ông là một nhà Hán học thuần túy, nên trong việc biên tập của ông, người ta thấy thiếu hẳn phương pháp...
Khuyết điểm này, một lần nữa đã được GS. Thanh Lãng nói đến như sau:
Những sách trong Sở Cuồng văn khố không có tính cách văn học sử, vì nó không chú trọng đến mối giây liên hệ của các thời đại, ảnh hưởng của các văn sĩ, hay sự hình thành các trào lưu tưởng và nghệ thuật…Giá như soạn giả làm việc có phương pháp hơn, chú ý đến những điều vừa nêu trên hơn…Tuy nhiên, ngần ấy cũng đã giúp được nhiều ích lợi là bảo tồn được văn cổ và tìm ra được nhiều tiểu sử của các nhà văn mà trước kia chưa biết...
Mặc dù vậy, những đóng góp của nhà văn Lê Dư vẫn có giá trị và đáng trân trọng. Nhà nghiên cứu Trần Hải Yến viết:
Với vốn học vấn Hán học uyên thâm, với công phu tìm kiếm tư liệu trong kho lưu trữ của Trường Viễn Đông Bác cổ, Lê Dư đã cung cấp cho người đọc, nhất là giới nghiên cứu, những thông tin quý báu đáng tin cậy, đặc biệt là những phát hiện của ông về tác giả Cung oán ngâm khúc, về tiểu sử của Nguyễn Bỉnh Khiêm, Phạm Thái, Trần Tế Xương...Có thể thấy, công việc biên soạn sách của ông, phát xuất từ tấm lòng trân trọng muốn bảo vệ những di sản tinh thần "quốc học" mà ông đã tiếp thu trong thời gian sống và hoạt động tại Nhật Bản...

## Thông tin thêm
Lê Dư kết hôn với Phan Thị Giệm - em gái của nhà văn Phan Khôi; đều là cháu ngoại Tổng đốc Hoàng Diệu. Hai người có một người con trai tên Lê Hoan và bốn cô con gái: một trẻ (chết đuối); ba cô còn lại là Lê Hằng Phương (nhà thơ, vợ nhà văn Vũ Ngọc Phan), Lê Hằng Phấn (vợ nhà văn Hoàng Văn Chí) và Lê Hằng Huân (vợ tướng Nguyễn Sơn). Người mai mối cho tướng Nguyễn Sơn và bà Hằng Huân là Nguyễn Đình Ngân, thành viên Ủy ban hành chính Liên Khu IV, về sau là Đại biểu Quốc hội.